# 御成敗式目
御成敗式目是日本鎌倉時代於貞永元年8月10日（1232年8月27日）由镰仓幕府執權北條泰時制定的武家政權法律，因而後世又稱作貞永式目。同時，也被稱為關東御成敗式目或關東武家式目等。
1185年，随着镰仓幕府的实质性成立，東國的镰仓幕府与西国的朝廷形成了二元政治。然而1221年（承久三年）爆发的承久之亂中，镰仓幕府的執權北條義時通过武力推翻了朝廷，限制了朝廷的权力，幕府的影响逐渐扩展到全国。不过由于日本各地在道德、伦理观念和习俗上的差异，以及平安时代以来律令制度崩坏，基于律令的公家法已经不足以应对社会变迁，因此武家社会和武家政权需要制定治理国家的新准则。

## 历史

### 立法背景
镰仓幕府成立时并未制定成文法，而是依靠自武士阶层成立以来形成的武士道德准则--道理，与先例进行裁决。然而，早期的镰仓幕府政所和问注所的官员多为精通明法道和律令法的中级贵族出身者，这些人多来自京都。因此，幕府积累的法律习惯并未完全脱离律令法的影响。
在承久之乱之后，幕府的势力逐渐扩展至西国，派遣守護、地头等御家人控制西国，与当地公家、庄园领主以及居民之间的法律纠纷也日益增多；加上，自幕府成立近半世纪以来，已累积大量庞杂的判例和习惯法，导致实务上的复杂性和繁琐性增加。与此同时，天候不佳导致全国陷入困顿，尤其是在1231年（寬喜3年），宽喜大饥荒成为当时最为严重的灾难，社会局势极不安稳。在此背景下，执权北条泰时与连署北条时房（泰时的叔父），联合太田康连、斋藤浄圆等部分評定眾，共同协商制定了相关法律。关于法律的制定，泰时在1232年（贞永元年）的两封致其身为六波羅探題、驻守京都的弟弟北條重時的信件（《泰时消息文》）中，阐述了制定该法的精神和目的。

### 立法经过
在镰仓幕府制定《御成败式目》时，公家已经拥有了详细规定政治制度的律令，但针对武士的明确法律尚不存在。因此，幕府根据源赖朝以来与御家人相关的惯例和未成文的协议，明确规定了土地等财产的处理以及守护和地头等职务的权责。根据《泰时消息文》，由于公家法以汉文书写，内容复杂难懂，北条泰时决定制定一种更容易被武士理解的法律。同时，《御成败式目》并非一味有利于御家人，而是旨在公平公正地裁决，不论诉讼当事人是武士、公家，还是寺社，皆适用这一法律。此外，由于其公正性，《御成败式目》在非武士阶层的庄园领主、公家和寺社中也得到了认可，部分内容甚至被纳入公家法等法律体系中。
此外，根据《泰时消息文》记载，最初泰时将新法命名为“式条”，意为“式的条文”，试图将幕府法律与朝廷律令并列。然而，由于制定法律被认为是天皇的专属大权（只能通过天皇的敕書来执行），从朝廷的立场来看，幕府宣称制定法令是不可接受的。幕府在推行超出其内部规章的法令时，必须向朝廷奏请，并得到天皇的宣旨。由于朝廷对此表达了反对，泰时为了获得朝廷的理解，将“式条”改名为“式目”。尽管如此，泰时放弃的“式条”一词在幕府内部仍然作为《御成败式目》的代名词使用，民间也没有严格区分“式目”和“式条”，这一点可以从当时的庄园文书中得到验证。

## 内容
《御成败式目》是日本最早的武家法，这部法典是以源赖朝以来的先例（即“右大将家之例”）和武士社会的道德观念为基础，详细规定了御家人的权利与义务，以及土地继承的相关规则。《御成败式目》共51条条文，采用17的倍数，以呼应聖德太子制定的《十七條憲法》。特别是“悔返权”和“年纪法”的规定被认为是武家独创的法律。不过，《御成败式目》的适用范围仅限于幕府管辖范围，在朝廷管辖的地区，适用的是公家法；在庄园领主的辖区，适用的是本所法。相反，幕府管辖的地区不适用公家法和本所法。
由于幕府以源赖朝以来的先例和武士社会的道德为依据，独立地制定了一些与律令法和公家法不同，甚至是相对立的法律。因此，《御成败式目》被广泛解读为幕府法制独立的象征。不过，这种通说也受到了一些批评。尽管《御成败式目》基于源赖朝以来的先例和武士社会的道理，但与律令法或公家法相异或对立的部分，并未作为直接条文被纳入，而是以细则或例外条款的形式出现。同时，条文中的许多内容依然依赖于镰仓时代初期的公家法。参与编纂《御成败式目》的是曾在京都担任六波罗探题的北条泰时、时房等人，以及熟悉公家法的中级贵族。
这种情况反映出，当时的武士（尤其是御家人）常常卷入与公家或庄园领主的法律纠纷，而为了帮助武士解决这类问题，《御成败式目》解释了公家法的基本内容，并努力在武士社会与既有法制之间取得平衡。因此，御成败式目的目的并不是要建立一个全新的武家法体系，或形成新的法治秩序，而是以公家法为基础，同时为武士社会制定出合适的法律框架。此外，镰仓时代后期公家社会接受《御成败式目》的背景，是因为幕府和朝廷都通过“德政”这一政治目标，试图实现以德治国的理念。这一共同的政治追求也是促成《御成败式目》被广泛接受的重要原因。
长又高夫在对《御成败式目》的各条文进行审查时指出，其中部分条文明显与律令法或公家法的解释不同，甚至相互对立。这些条文的依据则是儒家伦理、右大将家（源赖朝）的先例，以及当时社会广为流传的判例和习惯法。为了尽量减少朝廷的反对和异议，编纂者通过这些社会基础来支持这些条文。《御成败式目》中的一个显著特点是它对财产所有权的规定较多。此外，泰时提到由于武士和庶民中有很多人不熟悉律令，导致熟悉律令的官员可能会随意执行这些法律。因此，为了顾及许多武士不熟悉汉字、汉文的情况，特别制定了内容易懂的法律。
为了补充不备之处或应对新的情况，《御成败式目》时常制定追加法，称为“式目追加”或简称“追加”等。在泰时曾提到：“若有遗漏之事，应该追记补充。”这表明从一开始《御成败式目》就考虑到了追加法的必要性。在镰仓和室町时代，奉行人会收集必要的追加法，并编纂成册，最著名的包括《新编追加》等多部追加法的汇编。

## 影响
鎌倉幕府滅亡后，《御成败式目》作为法令仍然有效。足利尊氏在建立室町幕府后命令继续遵守《御成败式目》，室町幕府发布的法令建武式目，和战国时期戰國大名制定的分国法，都不是对《御成败式目》的废除或改动，而仅是对《御成败式目》的补充。《御成败式目》还允许女性成为御家人，这一规定促使战国时期出现了女性城主，如井伊谷城主井伊直虎、立花城主立花誾千代和淀城主淀殿等。
尽管江户幕府后来推行了《武家諸法度》，并取代了《御成败式目》作为武家政权的基本法，但《御成败式目》作为法令依然有效，并一直延续到明治時期近代法律的建立。另外据称，《御成败式目》还影响了现代日本民法。佐藤进一认为，日本民法第162条关于“占有20年”的规定（取得时效）可以追溯到《御成败式目》。
《御成败式目》不仅是武家法的基本，作为优秀的法典范例，成为了公家与武家研究的重要对象。在公家之间，研究《御成败式目》被称为“式目学”，其中以担任外记的清原氏尤其积极。清原业忠撰写了《貞永式目聞書》，其孙清原宣賢撰写了《式目抄》。大永4年（1524年）和享祿2年（1529年），清原氏的亲属官务大宫伊治出版了《御成败式目》的刊本。江户时代，这部法律还作为民众书法练习的范本而广泛普及于民间。